# Sitges
Sitges [ˈsidʒəs] ist eine Gemeinde in der spanischen Region Katalonien (Provinz Barcelona). Sie liegt zwischen den Städten Castelldefels und Vilanova i la Geltrú in der Comarca Garraf 36 km südwestlich von Barcelona.

## Lage

### Geografische Lage
Sitges ist ein beliebter Badeort an der Costa del Garraf und grenzt im Norden und im Osten an die kalkigen Berge des Garraf (Naturpark).

### Nachbargemeinden
Die Nachbargemeinden sind im Westen Vilanova i la Geltrú, im Norden Sant Pere de Ribes und Olivella sowie im Osten Castelldefels.

### Ortsgliederung
Das Stadtgebiet besteht aus vier Ortsteilen:
- Sitges
- Garraf
- Les Botigues de Sitges
- Vallcarca

### Verkehr
Sitges ist durch eine mautpflichtige Autobahn (C-32) sowie durch eine Eisenbahnlinie (Bahnstrecke La Plana - Picamoixons–Barcelona) mit Tarragona im Westen sowie Barcelona im Osten verbunden. Die Stadt ist in das S-Bahn-Netz (Cercanías Linie R2-Sud) von Barcelona eingebunden. Der nächstgelegene Flughafen ist der 35 km entfernte Flughafen Barcelona-El Prat.

## Klima
Die Berge des Garraf bilden einen natürlichen Schutz vor den kalten Winden aus dem Norden; dadurch bildet sich ein mildes mediterranes Klima. Die Sonne scheint an mehr als 300 Tagen im Jahr; die durchschnittliche Temperatur beträgt 18 °C.

## Geschichte
Der Name Sitges stammt aus vorromanischer Zeit und kommt von Sitja, was so viel wie „Kornspeicher“ bedeutet.
Bereits in der Steinzeit lebten in Sitges erste Menschen.
Die ältesten Ausgrabungen aus der Zeit der Iberer werden auf das 4. bis 3. Jahrhundert v. Chr. datiert.
Bereits im 1. Jahrhundert befanden sich auf dem Territorium von Sitges zwei Ortskerne. In der römischen Zeit wurde der Hafen von Sitges als Umschlagplatz für Produkte des Penedès (Region um Vilafranca) genutzt.
Im 11. Jahrhundert befand sich auf dem Platz des heutigen Rathauses eine Burg, die zu Barcelona gehörte. Von 1116 bis 1814 herrschte die Familie de Sitges. 1814 wurde Sitges frei und schloss sich der Krone an. Danach durchlebte Sitges verschiedene Kriege sowie Hungerperioden und Epidemien. In dieser Zeit lebten die Menschen hauptsächlich von der Landwirtschaft, der Fischerei und von den Waren, die im Hafen umgeschlagen wurden.
Im 19. Jahrhundert profitierte Sitges vom königlichen Dekret, dass Katalonien direkt mit Amerika Handel betreiben durfte. 27 % der Katalanen, die mit Amerika Handel trieben, kamen aus Sitges. Der Handel betraf vor allem Kleidung, Wein und Branntwein. In der zweiten Hälfte des 19. Jahrhunderts kehrten viele ehemalige Einwohner, die es in Amerika zu Reichtum gebracht hatten (genannt „Los americanos“), nach Sitges zurück. Hier bauten sie sich prachtvolle Villen, die noch heute zu sehen sind. Mit dem mitgebrachten Kapital errichteten sie Spinn- und Schuhfabriken. Daraus entwickelte sich im 20. Jahrhundert eine bedeutende Schuhindustrie, in der 80 % der erwachsenen Bevölkerung tätig waren. Heute gibt es nur noch eine Schuhfabrik.
Ab Ende des 19. Jahrhunderts entwickelte sich der Tourismus. Mit dem Bau einer Eisenbahnstrecke Sitges–Barcelona (1888) und dem Aufkommen der ersten medizinischen und therapeutischen Bäder (1887) kamen immer mehr Feriengäste aus Barcelona ins Seebad Sitges. Nach der Ankunft des Künstlers Santiago Rusiñol (1891) entwickelte Sitges seinen Ruf als Ort der Kultur und des Modernisme. In den 1930er Jahren wurde Sitges zu einem Zentrum des europäischen Tourismus.
2010 fand die Bilderberg-Konferenz in Sitges statt.

## Stadtbild

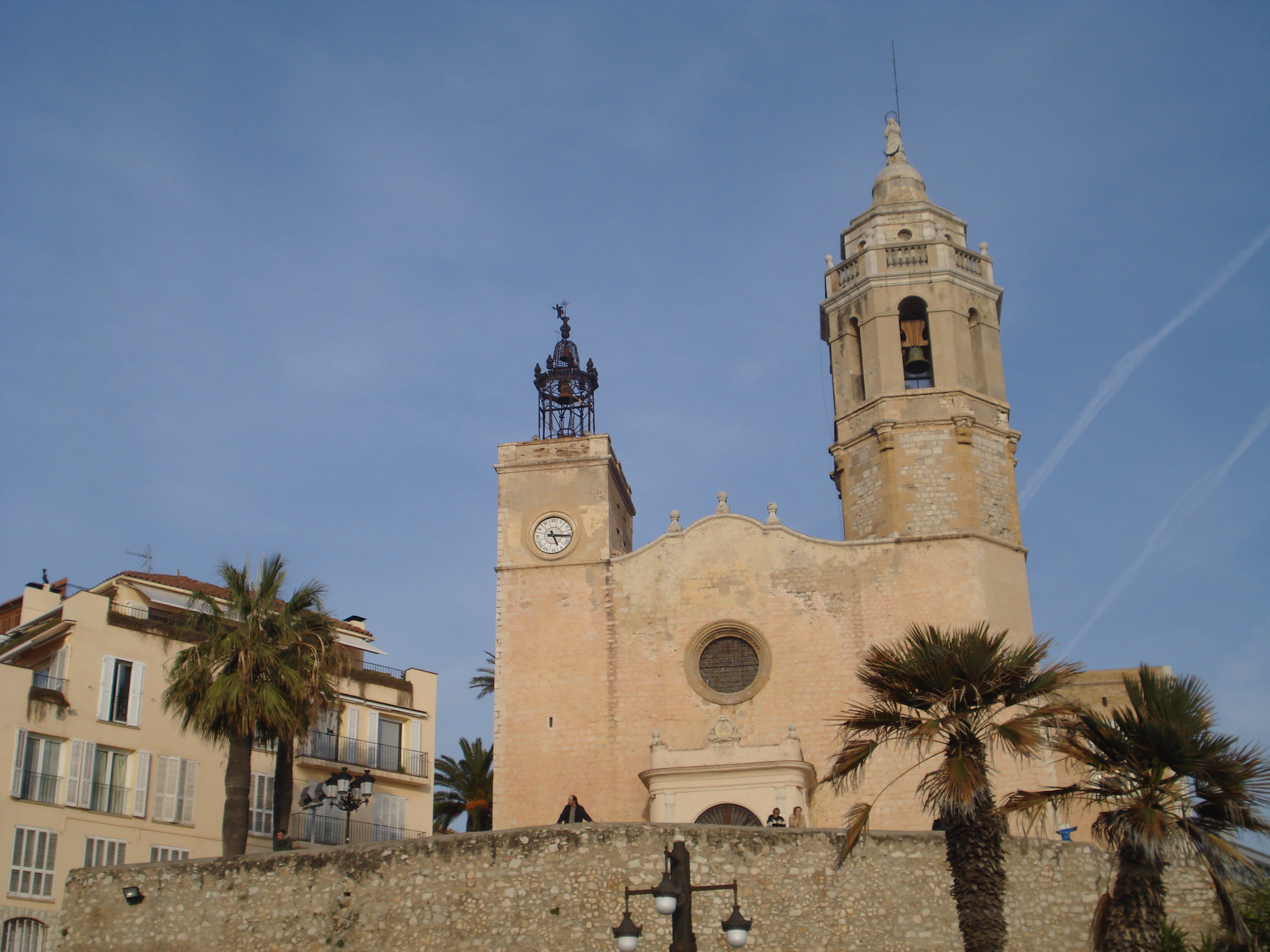
Kirche des heiligen Bartholomäus und der heiligen Thekla

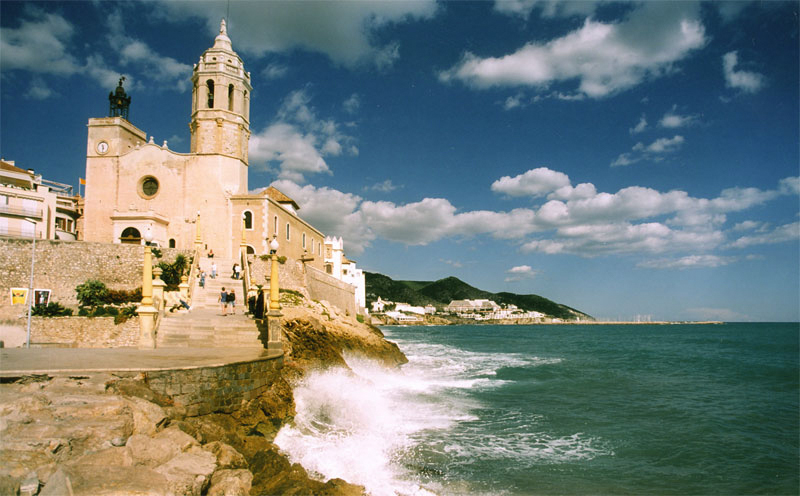
Sitges 1992

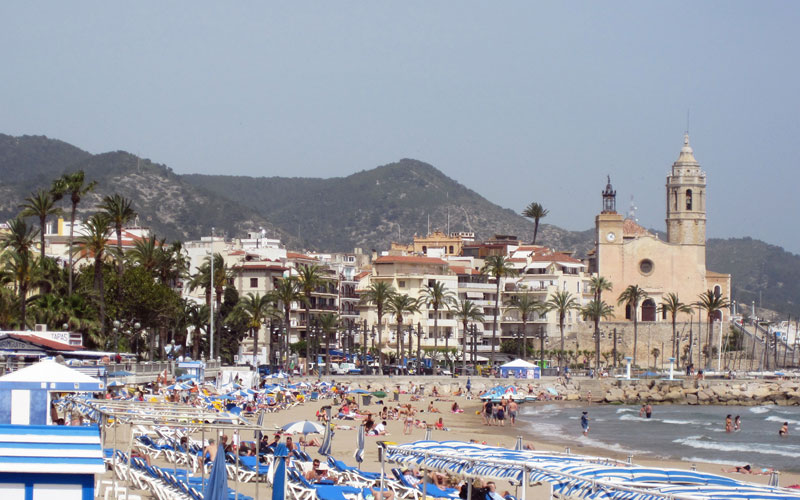
Sitges 2009

Eine palmenbesäumte, breite, drei Kilometer lange Promenade erstreckt sich von der felsigen Steilküste im Osten entlang des ganzen Ortes bis zum Golfplatz im Westen. In den engen Straßen des alten Ortskerns gibt es zahlreiche Geschäfte, Bars und Lokale.
Der an den Strand angrenzende Ortsteil ist weitgehend frei von modernen Blocks und Hochhäusern. Hier gibt es zahlreiche Kleinode der Architektur, des Jugendstils und anderer Kunstepochen. Entlang der Strandpromenade gibt es prächtige Villen aus dem 20. Jahrhundert. Das alles überragende Bauwerk ist die auf einem Felsen am Strand erbaute Kirche des heiligen Bartholomäus und der heiligen Thekla.

## Bevölkerung

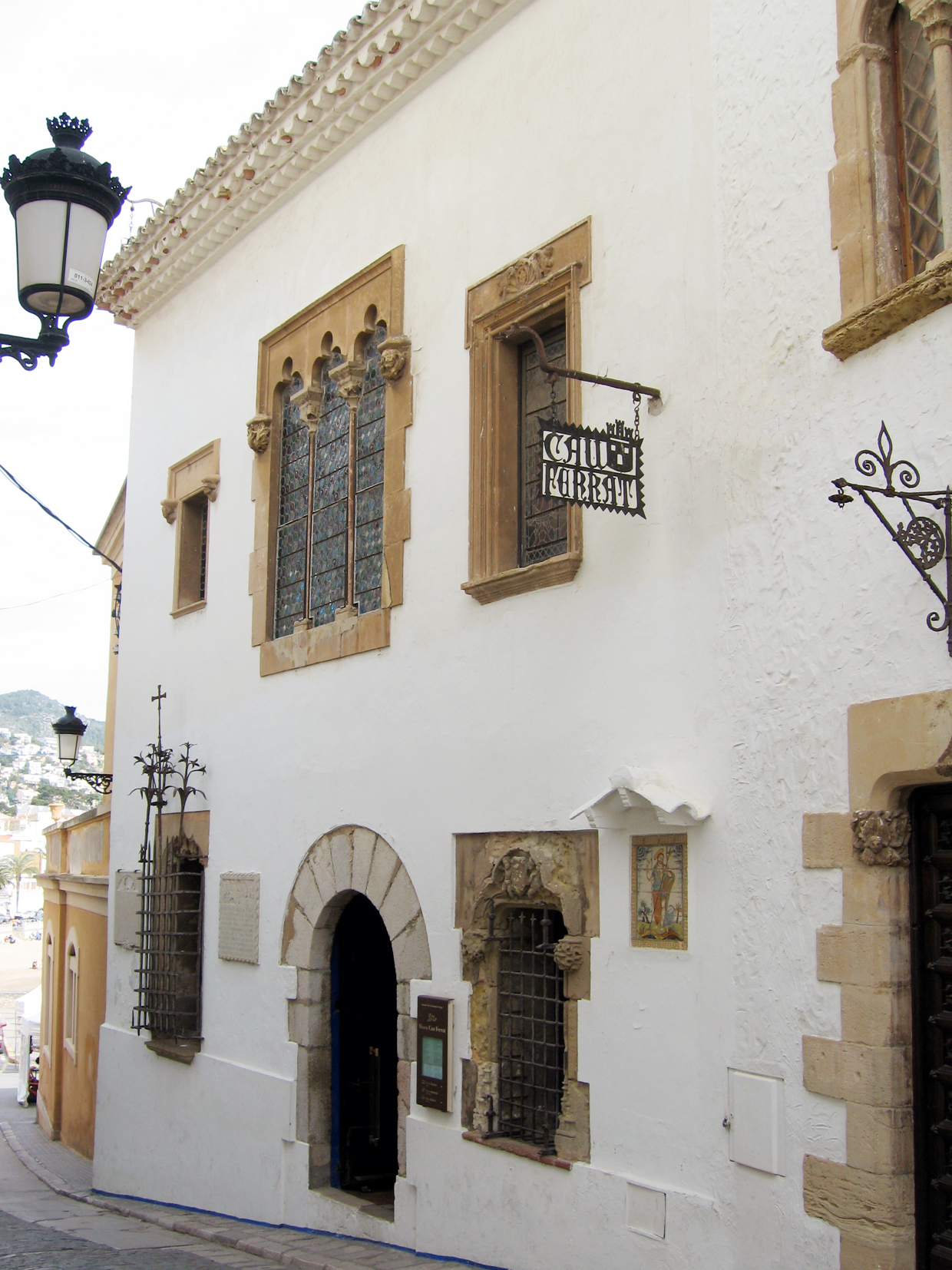
Cau Ferrat, Museum Rusiñol

| Jahr      | 1991   | 1996   | 2001   | 2004   | 2007   |
| --------- | ------ | ------ | ------ | ------ | ------ |
| Einwohner | 13.109 | 16.801 | 19.893 | 23.172 | 26.225 |

## Kultur
Zahlreiche kulturelle Veranstaltungen haben Sitges bekannt gemacht. So finden jährlich das große internationale Tango-Argentino-Festival im Juli, ein Filmfestival für Fantasyfilme, eine Oldtimerrallye und ein Schachturnier statt. Ein Anziehungspunkt sind auch der Karneval, die zu Fronleichnam ausgelegten Blumenteppiche, die Feuerwerke und die Fiesta Major.
Das Stadtfest zu Ehren der Schutzheiligen Santa Thekla wird in der Woche vom 23. September gefeiert.
Museen / Künstlervereinigungen:
- Museumslandschaft von Sitges
- Museu del Cau Ferrat – Das ehemalige Wohnhaus und Atelier Santiago Rusiñols beherbergt u. a. Werke von Rusiñol, Ramon Casas, El Greco, Zuloaga und Picasso
- Museu Romàntic Can llopis – Immobiliar und Lebensweise aus der Zeit des 18. und 19. Jahrhunderts
- Museu de Maricel – Werke der Romantik, Renaissance, Barock, katalanische Kultur, maritime Kultur
- Fundació Stämpfli – zeitgenössische Kunst
- Casa Bacardí in der alten Markthalle von Sitges (Dort Führungen zur Firmengeschichte und zum Produktionsprozess von Bacardí-Rum)
- Verschiedene Kunstgalerien
- Luministische Schule von Sitges

## Karneval
Seit über einem Jahrhundert feiert Sitges in den Monaten Februar/März den Karneval. Die Festlichkeiten beginnen an Weiberfastnacht mit der Ankunft von König Carnestoltes.
Volkstümliche Tänze und Xatonades (traditioneller Salat, serviert mit Omelett) sind charakteristische Elemente des Karnevals. Die beiden bedeutendsten Momente sind die „Rua de la Disbauxa“ (Parade des Ausschweifens) am Sonntagabend und die „Rua de l’Extermini“ (Parade des Vernichtens) am Dienstagabend. Um die 40 Boote mit mehr als 2000 Besuchern füllen dann Sitges.

## Gastronomie
Xato ist das typischste Gericht in Sitges. Die hauptsächlichen Zutaten sind Endiviensalat, Kabeljau, Thunfisch, Sardellen, Aubergine und schwarze Oliven. Die Grundlage des Gerichtes ist seine Soße, die mit Chili, Mandeln, Knoblauch, Olivenöl, Salz, Essig und scharfem Pfeffer zubereitet wird. Das gesamte Gericht besteht aus verschiedenen Omeletts und „coca de llardons“, einem typischen katalanischen Kuchen aus Speckgrieben, als Dessert.
Daneben besteht die Küche aus vielen katalanischen Seefahrergerichten wie beispielsweise Tintenfisch mit Kartoffeln und Knoblauchsoße, mit Kabeljau gefüllter Paprika sowie weiteren Gerichten mit Thunfisch und anderen Meeresfrüchten. Malvasia ist ein Likör, der in Sitges vorzugsweise zum Dessert serviert wird.

## Freizeit

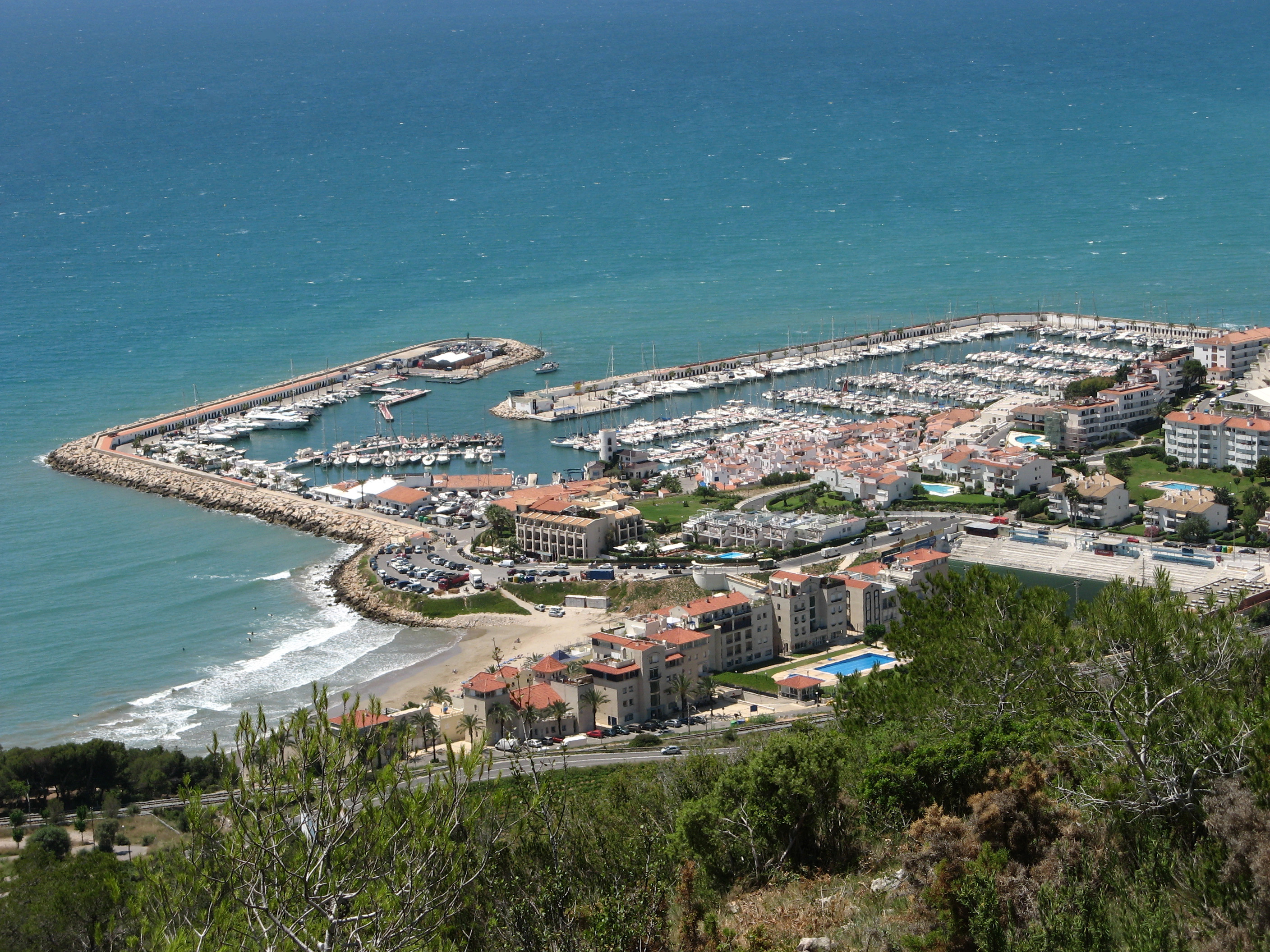
Hafen Aiguadolç

Sitges bietet zahlreiche Möglichkeiten der Freizeitgestaltung wie Wandern oder Radfahren im Naturpark, Reiten
sowie die Wassersportarten Segeln, Surfen und Schwimmen.
Sporteinrichtungen in Sitges:
- 18-Loch-Golfplatz
- Yachthafen Aiguadolç mit 742 Liegeplätzen
- Yachthafen Garraf mit 527 Liegeplätzen
- Yachthafen Port Ginesta mit 1442 Liegeplätzen. Der größte Yachthafen Kataloniens liegt an der Grenze zu Castelldefels.
- Segelschule Club Nautic
- Hallenbad

## Städtepartnerschaften

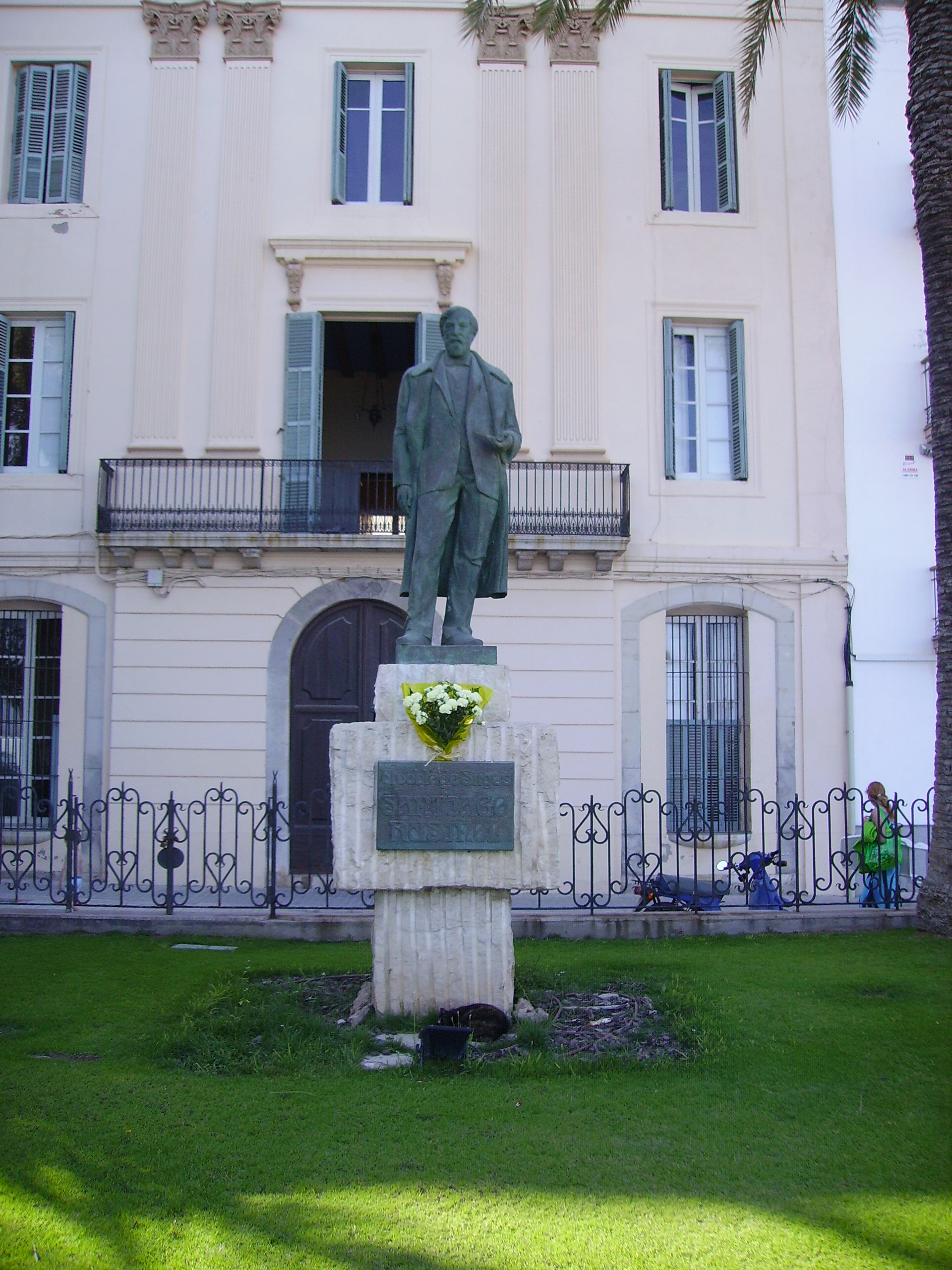
Santiago Rusiñol

- Bagnères-de-Luchon im Département Haute-Garonne (Frankreich), seit 1981
- Andorra (Teruel) in Aragonien, Spanien, seit 1991

## Persönlichkeiten
- Facundo Bacardí (1814–1886), Gründer des Unternehmens Bacardi
- Joaquim Sunyer (1874–1956), Maler
- Artur Carbonell i Carbonell (1906–1973), Maler, Theaterdirektor und Professor
- Antonio Mingote (1919–2012), Zeichner und Autor
- José de Udaeta (1919–2009), Tänzer und Choreograf
- Remei Margarit i Tayà (1935–2023), Singer-Songwriterin und Erzählerin
- Carmen Cervera (* 1943), Kunstsammlerin
- Florencia Coll (* 1959), Malerin